# علی حدادی
علی حدادی سیاستمدار اصولگرا ایرانی و نمایندهٔ دورهٔ یازدهم و  دوازدهم مجلس شورای اسلامی از حوزهٔ انتخابیهٔ ساوجبلاغ و نظر آباد و طالقان از استان البرز میباشد. وی موفق شد در یازدهمین انتخابات مجلس شورای اسلامی که در تاریخ ۲ اسفند ۱۳۹۸ برگزار شد، با کسب ۴۳ هزار و ۲۳۳ رای از حوزه انتخابیه  ساوجبلاغ و نظر آباد و طالقان از استان البرز انتخاب گردد و به مجلس راه یابد.

تشکیل شهرستان چهارباغ در دوره نمایندگی او اتفاق افتاد.